# Little Robots
Little Robots (o Pequeños Robots) es una serie de animación en stop-motion producida por Cosgrove Hall Films y Film Limited y emitida por CBeebies (canal de la BBC dirigido a niños preescolares). La serie de ficción se basa en el libro anónimo de Mike Brownlow, publicado por Ragged Bears Publishing. Está distribuida por BBC en más de 60 países. La serie se estrenó en abril de 2004 en Discovery Kids, posteriormente fue cancelada en 2006. Posteriormente, de 2008 a 2010 la serie se emitió en el canal CBeebies en su versión latinoamericana que es propiedad de la misma BBC.

## Sobre la serie
Chiki, el pequeño robot, construyó a los demás robots. Ellos fueron creando su propio mundo utilizando chatarra para construir casas, los gadgets, plantas y flores, e incluso su propio sol y luna.
El centro de su mundo es una estructura de tuercas y pernos parecida a un árbol, esta sirve de casa para Tiny. Otra de las características es que existe una palanca que hace girar el cielo 180 grados cambiando de noche a día, y el depósito que constantemente reciben la basura de la superficie a través de una cascada.
Las principales historias se presentan en 10 minutos. Se centran sobre todo en la vida de los robots como una comunidad, a menudo se ocupan de temas tales como la resolución de los conflictos, la colaboración y la amistad. Varios capítulos cortos han sido producidos, llamados Aprendiendo con los pequeños robots. estos son muy diferentes a las principales historias, con el carácter de "interactuar" con los espectadores, presentando temas tales como problemas simples, chismes, Sonidos, Contando incluso la confianza y la autoestima, a veces con una canción.
El programa utiliza los talentos de varios comediantes británicos, entre ellos Lenny Henry, Martin Clunes, Morwenna Bancos, Emma Chambers, Su Pollard y Hayley Carmichael.

## Lista de Reparto
- Morwenna Banks
- Hayley Carmichael
- Emma Chambers
- Martin Clunes
- Mel Giedroyc
- Mike Haley
- Lenny Henry
- Jimmy Hibbert
- Sue Perkins
- Su Pollard

## Equipo de producción
- Franc Vose, productor
- Bridget Appleby, director de arte
- Vanessa Chapman, productora ejecutiva
- Michael Carrington, productor ejecutivo
- Theresa Plummer-Andrews, productora ejecutiva
- Bob Heatley, compositor
- Hilary Baverstock, Editor de secuencias de comandos
- Mellie Buse, escritor
- Jimmy Hibbert, escritor

## Personajes
- Chiqui (Tiny) - El personaje principal de la serie. es azul, tiene una antena roja en la parte superior de la cabeza y un botón rojo en su vientre que se abre y aloja un par de herramientas que el utiliza para la fijación de máquinas y robots. el también se encarga de tirar de la palanca para cambiar el día y la noche en los momentos correctos. el vive en un árbol de tuercas pernos justo al lado de la palanca. El siempre tiene una visión positiva de las cosas, y siempre trata de ayudar a sus amigos a fin de vivir en paz y armonía juntos. Expresado por Hayley Carmichael.
- Desorden (Messy) - Es el perro robot de Chiqui, le encantan las cosas sucias y desordenadas.  Miedoso le enseña trucos. donde él sabe que es "desorden, el perro maravilla".
- Deportivo - El más fuerte de todos los robots, está constantemente ejercitándose, le encantan los deportes y nunca se cansa. Deportivo tiene su propio Gimnasio privado con un trampolín y una cinta trasportadora. Expresadas por Lenny Henry.
- Liga (Elástico) (Stretchy) - Es muy organizado y eficiente, esta cargo de la clasificación de la basura que proviene de la cascada sobre el depósito de chatarra. Es azul y alto, tiene un largo y flexible cuello. Aunque su principal preocupación es mantener el depósito de chatarra de manera organizada sus amigos pueden utilizar su adicción y obsesión para la organización, a veces para causar problemas - en una ocasión, accidentalmente se hizo un nudo en su largo cuello debido al exceso de trabajo. Expresado por Jimmy Hibbert.
- Rojisa - Una sensible y femenina pequeño robot, que tiene un vestido rojo con metal oxidado, y lleva un embudo en la parte superior de su cabeza, vive en un viejo y oxidado cubo que constantemente ella tiene nuevas ideas sobre cómo mejorarlo y decorarlo. ella es muy impulsiva y propensa a accidentes, sin embargo, en situaciones de tensión o cualquier cosa que le causa sobreecxitacion puede hacer sobrecalentamiento y liberar vapor por su embudo. Ella tiene un notable amor infantil por Deportivo. Expresadas por Morwenna Bancos.
- Rayas - Es un robot grante y con rayas de color metal. prácticamente él es el opuesto a deportivo: se mueve y habla despacio pero es muy sensato y pensador, también es un especialista en flores y cuentos. Su mejor amigo es Teddy, un osito de peluche metálico, y sus actividades favoritas son el cuidado del jardín, contarles cuentos a sus amigos y jugar juegos que requieran poca agilidad y mucha habilidad. Expresado por Martin Clunes
- Ruidosa - Es una robot roja, habla en voz alta, tiene una trompeta en la nariz, toca instrumentos, escribe y canta canciones y le encanta cualquier tipo de ruido que pueden producir. Su casa es un viejo tambor, con un xilófono como tema de entrada. Su pasión por la música fuerte y el ruido a menudo pueden ser molestos para sus amigos, pero también es una gran artista. También su risa es inolvidable. Expresada por Su Pollard.
- Motas - Ella es redonda, de color amarillo, cubierta de motas (manchas) de diferente color, usa las especificaciones y puede retirar todas sus extremidades. suele rodar como una bola rápida para la locomoción. Ella tiene una personalidad fuerte, le gusta las normas y órdenes, y tiende a dar órdenes a sus amigos (a menudo provoca conflictos con sus amigos). Su sueño es ser una artista. Expresada por Emma Chambers.
- Miedoso - Él es morado y lleva una capa negra. Miedoso es un gran actor, le gusta asustar a sus amigos (aunque a menudo no tiene éxito) y hacer espectáculos para entretener a sus amigos. Él tiene su propio set. que es también su casa. Expresado por Mike Hayley.
- Las Gemelas Chispa - Son dos gemelas casi idénticas que están llenas de energía, bailan y hacen chistes en las prácticas d e otros robot, Chispa 1, tiene una mancha roja en su vientre y Chispa 2 tiene una mancha amarilla en su vientre. Son capaces de comunicarse a largas distancias mediante el intercambio de rayos eléctricos a través de las antenas en sus cabezas, y su frase es Gimmie Tres, Sparkee!. Viven en un par de altavoces de un viejo registro giratorio. Expresada por Mel Giedroyc y Sue Perkins.

Otros personajes son Flappy el bate, y la Murciélago, que a menudo desempeñan un papel importante en la serie.

## Primera Temporada (2003)
1. El sonido de la música 

Primera emisión: 1/7/2003 
  Código de Producción: LAQC525T 

Convencida de que por Chiki será imposible reproducir cinco instrumentos todos a la vez por sí misma, ruidosa decide formar una banda, pero Deportivo está horrorizado al descubrir que ella quiere ser el cantante.
2. El Hipo robótico 

Primera emisión: 1/14/2003 
  Código de Producción: LAQC520Y 

Deportivo sin intención golpea a Ruidosa quien recibe un hipo robótico. Todo el mundo intenta diferentes formas de curarla.
3. Un amigo para Teddy 

Primera emisión: 1/21/2003 
  Código de Producción: LAQC521S 

Rojiza se avergüenza cuando ella descubre que el afecto secreto de Motas hacia sus mullidas zapatillas de color rosa.
4. Día de los deportes 

Primera emisión: 1/28/2003 
   Código de Producción: LAQC522L 

Los Little Robots celebran el día de deportes.
5. Toc Toc 

Primera emisión: 2/4/2003 
   Código de Producción: LAQC524A 

Motas y Miedoso Están confundidos debido a que no saben cual puerta de la casa de las gemelas chispas pertenece a cada una de ellas. Esto produce que cada robot que pase se confunda al elegir la puerta de cualquier gemela. cansadas de confundirlas, las gemelas chispas deciden poner cosas brillantes en sus puertas para que identifiquen cual es cual.
6. Limpia de la máquina de Motas 

Primera emisión: 2/11/2003 
  Código de Producción: LAQC519E 

Queriendo tener todas sus cosas limpias, Motas le dice a Liga que cree una nueva máquina de limpieza, pero esta funciona y pierde el control.
Escrito por: Jimmy Hibbert
7. Cien 

Primera emisión: 2/18/2003 
  Código de Producción: LAQC523F 

Cuando la luna de su mundo deja de funcionar y se oxida, Chiki y los demás robots ayudan a hacer una nueva. 

Escrito por: Jimmy Hibbert
8. La espiral en el cuello de Liga 

Primera emisión: 2/25/2003 
  Código de Producción: LAQC526N 

Tratar de hacer demasiadas cosas a la vez, elástico recibe el cuello atrapado en un knot.Tiny Rusty y tratar de ayudar. 

Escrito por: Neil Arksey
9. Rayas y su balón 

Primera emisión: 3/4/2003 
  Código de Producción: LAQC527H 

Stripy hace un nuevo balón, pero las gemelas Chispas lo roban. Ellas quedan atrapadas y los demás robots van a rescatarlas.
10. Miedoso miedoso 

Primera emisión: 3/11/2003 
  Código de Producción: LAQC528B 

Miedoso ha estado tratando de asustar a los pequeños robots, pero no tiene éxito hasta que accidentalmente cae en sus accesorios magnéticos cambiando a una apaiencia monstruosa.
11. Agujero en el cielo 

Primera emisión: 3/18/2003 
  Código de Producción: LAQC529W 

Rojiza se aterroriza al buscar un agujero negro encima de su casa
12. la nueva canción de Ruidosa 

Primera emisión: 3/25/2003 
  Código de Producción: LAQC531J 

La escotilla de liga en el depósito de chatarra está atascada, no se puede despegar y por esa razón Ruidosa hace una nueva canción.
13. Un poco de dar y tomar 

Primera emisión: 4/1/2003 
  Código de Producción: LAQC530P 

Chiki necesita ayuda con el árbol de tuercas y pernos pues este corre peligro de derrumbarse.

## Distribución
BBC Worldwide distribuye la serie, con licencia en más de 60 países. En los EE. UU., Little Robots es parte de Cartoon Network - Tikle U, bloque de programación que debutó en 2003. También fue presentada en TVOKids en Ontario, Canadá, en la central de los niños en Singapur, y en Nick Jr en Australia (antes de un breve período de tiempo en Nickelodeon). El sitio web de la BBC las listas de más clientes: Alemania (ZDF y Kika), Canadá (SCN y la red de conocimientos), Noruega (NRK), Finlandia (YLE), Dinamarca (TV2), Islandia (RUV), Italia (Rai 3), Portugal (RTP), Malta (MEBC), Rusia (RTR Kultura), Sudáfrica (SABC), Latinoamérica (Discovery Kids), Ecuador (Ecuavisa y Ecuador TV) [2].